# فلسطینی‌های پراکنده

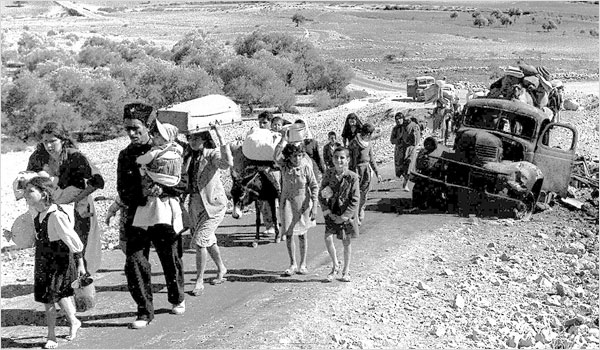
پناهندگان فلسطینی در جنگ ۱۹۴۸

فلسطینی‌های پراکنده (عربی: فلسطينيو الشتات) واژه‌ای است که برای توصیف فلسطینی‌ها در خارج از فلسطین استفاده می‌شود. تعداد کل فلسطینیان در جهان بین ۹ تا ۱۱ میلیون نفر است که حداقل نیمی از آنها در خارج از کشور زندگی می‌کنند. از زمان جنگ ۱۹۴۸، مردم فلسطین دچار رنج بسیاری شدند و به‌عنوان تبعیدی در بسیاری از کشورهای میزبان زندگی می‌کردند. علاوه بر پناهندگان فلسطینی که در جنگ ۱۹۴۸ آواره شدند، صدها هزار فلسطینی در جنگ ۱۹۶۷ آواره شدند. این دو نوع جابجایی اکثریت قریب به اتفاق فلسطینی‌های دور از وطن را تشکیل می‌دهند. برخی از فلسطینی‌ها به دلایل دیگری جابجا شدند، از جمله:

## آزار و شکنجه
به عنوان مثال، پس از جنگ ۱۹۶۷، به‌طور متوسط ۲۱۰۰۰ فلسطینی مجبور به ترک مناطق تحت کنترل اسرائیل شدند که این سبک همچنان در دهه‌های ۱۹۷۰، ۱۹۸۰ و ۱۹۹۰ ادامه یافت.
این امکان وجود ندارد که یک سرشماری دقیق از تبار روستایی در فلسطین تعیین شود، به ویژه در صورت عدم آمار جامع جمعیت برای همه تبار فلسطین و فلسطینی‌هایی که در فلسطین باقی مانده‌اند. بر اساس گزارش اداره مرکزی آمار فلسطین (PCBS)، تعداد فلسطینیان در جهان در پایان سال ۲۰۰۳، ۹٫۶ میلیون نفر بوده است که از سال ۲۰۰۱، ۸۰۰ هزار نفر افزایش یافته است.
روبین کوهن در کتاب جهانی دایاسپورا توضیح می‌دهد که برای فلسطینی‌ها و دیگران مانند بومیان آمریکایی، یهودیان و برخی از آفریقایی‌ها، اصطلاح دیاسپورا معنای مرتبط با ظلم و ستم و خشونت را نمادی از آسیب و مجازات جمعی می‌کند تا شخص با رویاهای خانه در تبعید زندگی کند.
مسئله حق بازگشت فلسطینی‌های پراکنده از سال ۱۹۴۸ دارای اهمیت است. این نیز برای بسیاری از فلسطینی‌ها رؤیا است. علی‌رغم این واقعیت که ۹۷ درصد ساکنان اردوگاه‌ها و روستاها و شهرهای اصلی خود را در فلسطین نمی‌بینند، اکثر اصرار به حق بازگشت را یک حق پایمال شده می‌دانند که به آن دیگر دسترسی نخواهند داشت.